# Hélier Cisterne
Hélier Cisterne (* 1981 in Paris) ist ein französischer Filmregisseur und Drehbuchautor.

## Leben
Cisterne wuchs als Sohn eines Lehrers und einer Werbeagenturleiterin im Département Lot auf und legte sein Baccalauréat littéraire mit der Option Filmkunst am Lycée d’Arsonval in Brive-la-Gaillarde ab. Cisterne studierte anschließend Philosophie an der Universität Paris VIII; während des Studiums lernte er Katell Quillévéré kennen, mit der er seither zusammenlebt. Der Beziehung entstammt ein Sohn.
Cisterne veröffentlichte 2003 im Alter von 22 Jahren seinen ersten Kurzfilm Draußen, der auf Prosper Merimees Erzählung Mateo Falcone beruht. Cisterne führte Regie und verfasste gemeinsam mit Katell Quillévéré und Tom Harari das Drehbuch. Auch bei weiteren Filmen arbeitete Cisterne mit Quillévéré zusammen, so war sie als Kostümdesignerin und Regieassistentin an seinem zweiten Film Die Häutung beteiligt und führte mit Cisterne beim Musikvideo CTRL 3 von Collateral Regie.
Cisterne schrieb mit Gilles Taurand das Drehbuch zum Kurzfilm Les paradis perdus, der 2008 erschien. Für den Film um die Schülerin Isabelle, die unter Schock stehend von ihren Eltern aus Paris aufs Land gebracht wird, wurde er 2008 mit dem Prix Jean Vigo ausgezeichnet und 2009 für einen César in der Kategorie Bester Kurzfilm nominiert. Cisterne arbeitete ab 2008 an seinem Langfilmregiedebüt, das schließlich 2013 unter dem Titel Vandal erschien. Der mit einem Budget von zwei Millionen Euro gedrehte Film folgt dem jugendlichen Kleinkriminellen Chérif, der Teil einer Graffiti-Gang wird. Cisterne gewann 2013 für Vandal den Louis-Delluc-Preis für das beste Erstlingswerk. Von 2015 bis 2017 arbeitete Cisterne als Regisseur an neun Folgen der Fernsehserie Büro der Legenden und dreht 2020 mit De nos frères blessés seinen zweiten Langfilm als Regisseur. Es handelt sich dabei um die Verfilmung des Romans Die Wunden unserer Brüder von Joseph Andras, der auch am Drehbuch beteiligt war. Der Film um einen Fabrikarbeiter (gespielt von Vincent Lacoste), der 1956 in Algier beschuldigt wird, eine Bombe gebaut zu haben, wurde 2020 auf dem Festival International de Film Saint-Jean-de-Luz mit dem Preis der Jugendjury ausgezeichnet.
Cisterne ist Teil des Collectif des Cinéastes Pour les Sans-Papiers, das unter anderem 2014 den Kurzdokumentarfilm Les 18 du 57, Boulevard de Strasbourg realisierte.

## Filmografie
- 2003: Draußen (Dehors) (Kurzfilm)
- 2006: Die Häutung (Les deux vies du serpent) (Mittellangfilm)
- 2008: Les paradis perdus (Kurzfilm)
- 2011: Unter der Klinge des Schwertes (Sous la lame de l’épée) (Kurzfilm)
- 2012: Collateral: CTRL 3 (Musikvideo)
- 2013: Vandal
- 2015–2017: Büro der Legenden (Le bureau des légendes) (TV-Serie, zehn Folgen)
- 2020: De nos frères blessés

## Auszeichnungen
- 2006: Grand Prix, Festival européen du film court de Brest, für Die Häutung
- 2007: Bronzener Bär, Festival of Nations, für Die Häutung
- 2008: Prix Jean Vigo, Bester Kurzfilm, für Les paradis perdus
- 2009: Preis der Presse – Besondere Erwähnung in nationalen Wettbewerb, Festival du Court-Métrage de Clermont-Ferrand, für Les paradis perdus
- 2009: César-Nominierung, Bester Kurzfilm, für Les paradis perdus
- 2013: Louis-Delluc-Preis, Bestes Erstlingswerk, für Vandal
- 2020: Preis der Jugendjury, Festival International de Film Saint-Jean-de-Luz, für De nos frères blessés